# کلیسای جان (بازیکن فوتبال)
کلیسای جان (انگلیسی: John Church; ۱۷ سپتامبر ۱۹۱۹ – ۱۰ سپتامبر ۲۰۰۴) بازیکن فوتبال اهل بریتانیا بود.
از باشگاه‌هایی که در آن بازی کرده‌است می‌توان به باشگاه فوتبال لوستوفت، باشگاه فوتبال نوریچ سیتی، باشگاه فوتبال براینتری تاون، و باشگاه فوتبال کولچستر یونایتد اشاره کرد.